# Харин, Михаил Викторович
Михаил Викторович Харин (17 июня 1976, Москва, СССР) — российский футболист, вратарь. Младший брат Дмитрия Харина.
Бо́льшую часть карьеры провёл в московском «Торпедо», выступая за дублирующую команду. В высшей лиге провёл два матча в 1996 году, оба раза выходя на замену.
За юношеские сборные России выступал в финальной стадии чемпионата Европы среди юношей не старше 17 лет в Испании (1993), финальной стадии чемпионата мира среди юношей не старше 19 лет в Катаре (1995 г.), финальной стадии чемпионата Европы среди молодёжных команд в Румынии (1998 г.).
С 2004 года — на тренерской работе: в 2004—2008 годах — тренер-преподаватель СДЮШОР «Москва» имени Валерия Воронина, с апреля 2008 года — тренер по вратарям младшей группы ЦСО «Локомотив», имеет лицензию тренера С. С осени 2020 года помогает в работе с вратарями тренеру юношеской сборной команды России (2006 г.р.) Ролану Гусеву.
Сын Михаила Харина — Филипп, также футболист, вратарь.